# Boulevard du Commandant-Charcot
Le boulevard du Commandant-Charcot est une voie de la commune de Neuilly-sur-Seine.

## Situation et accès
Le boulevard du Commandant-Charcot commence au niveau de la porte de Neuilly, dans le prolongement de l'avenue de Madrid, et se termine au niveau de la porte de Madrid, au croisement avec le boulevard Richard-Wallace.
Son côté ouest est loti, tandis qu'il longe sur toute sa partie est le bois de Boulogne.
Il est accessible par la station de métro Pont de Neuilly sur la ligne 1 du métro de Paris.

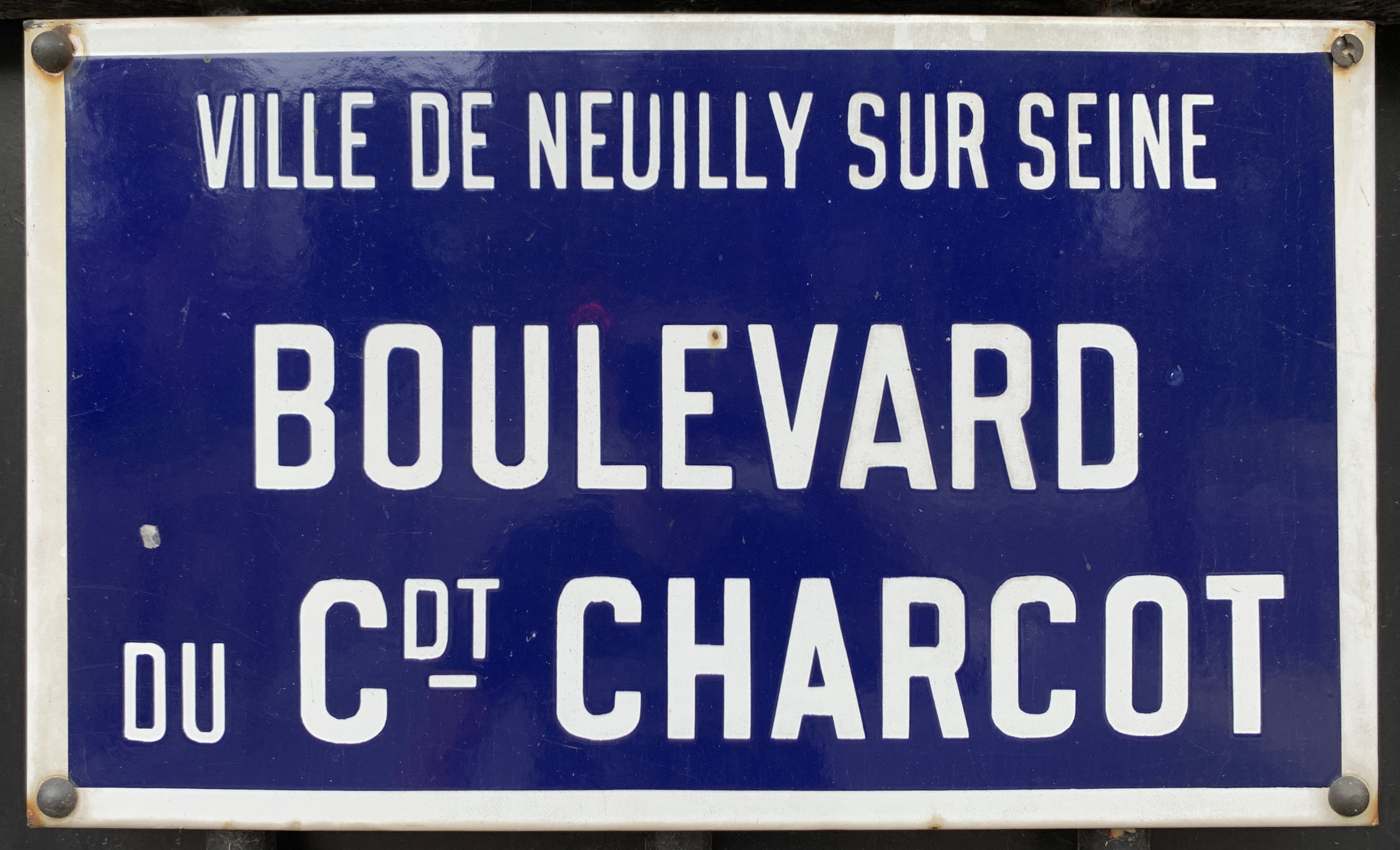
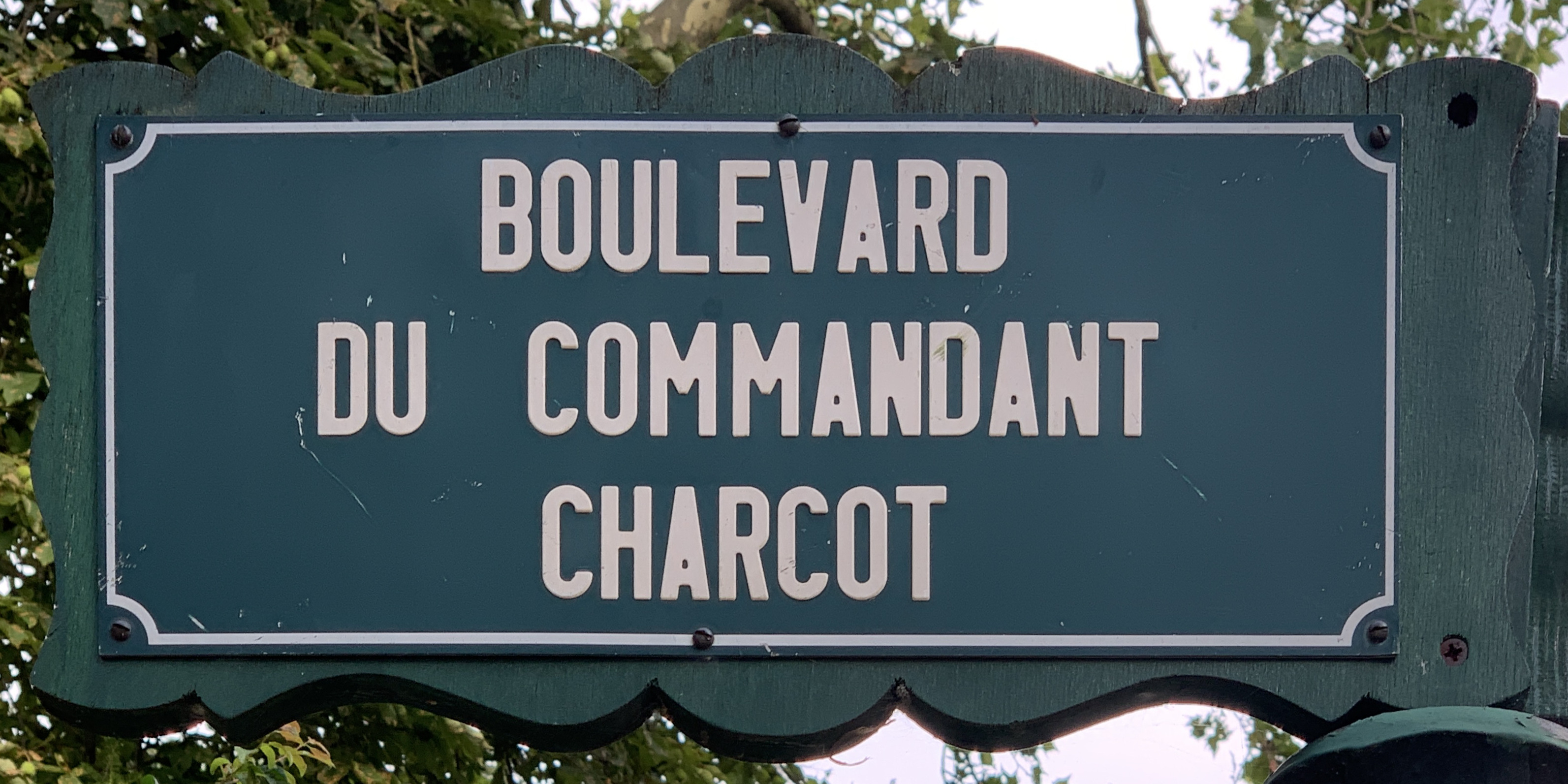

## Origine du nom

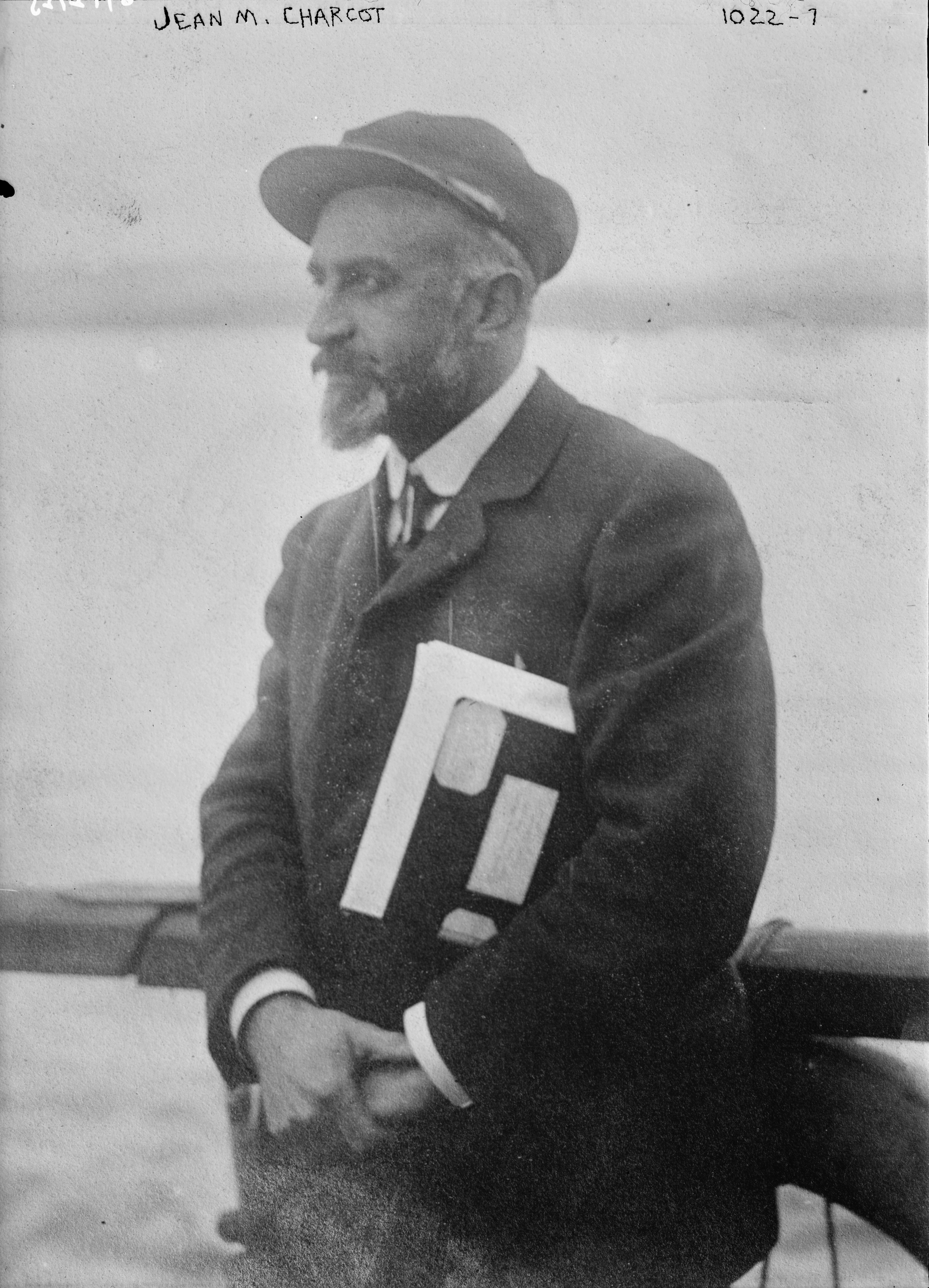
Jean-Baptiste Charcot.

Le boulevard porte le nom du commandant Charcot (1867-1936), médecin et explorateur polaire français

## Historique
La partie sud du boulevard Richard-Wallace a pris sa dénomination actuelle, en 1936, après le décès du commandant Charcot.
Il fait partie des voies de circulation limitrophes de Paris, représentées sur la série photographique 6 mètres avant Paris, datant de 1971.
En 1993, y eut lieu la prise d'otages de la maternelle de Neuilly.

## Bâtiments remarquables et lieux de mémoire
- No 31, au croisement avec le boulevard Richard-Wallace : immeuble de style néo-Renaissance construit en 1909 par l'architecte Louis Lefranc[5]. À ce niveau se trouvait entre 1528 et la Révolution française le château de Madrid, si bien que l'actuel bâtiment est dit « immeuble du Château de Madrid ». Il accueille d'abord un hôtel-restaurant. À la fin de la Première Guerre mondiale, il devient un lieu de repos pour soldats aveugles, puis reçoit la délégation bulgare qui signe le traité de Neuilly en 1919. L'activité hôtelière reprend jusqu'à la Seconde Guerre mondiale. En 1950, l'immeuble est finalement découpé en plusieurs logements[6].
À ce niveau, deux plaques commémoratives rappellent qu'Émile Hervelin (42 ans) et « deux patriotes » (Paul Bertin, 18 ans, et J. Caussin) y ont été fusillés le 20 août 1944 alors qu'ils venaient en reconnaissance près d'un dépôt de munitions allemand[7].
- No 37 : une plaque commémorative rappelle que Daniel Gérard y est mort pour la France le 21 août 1944, également durant les combats pour la libération de Paris[7].
- Bois de Boulogne (porte Saint-James).
- No 53 : maison du Commandant Charcot[8].
- Au niveau du no 57 vécut et mourut l'ophtalmologue Louis Auguste Desmarres (1810-1882) ; une plaque commémorative lui rend hommage.

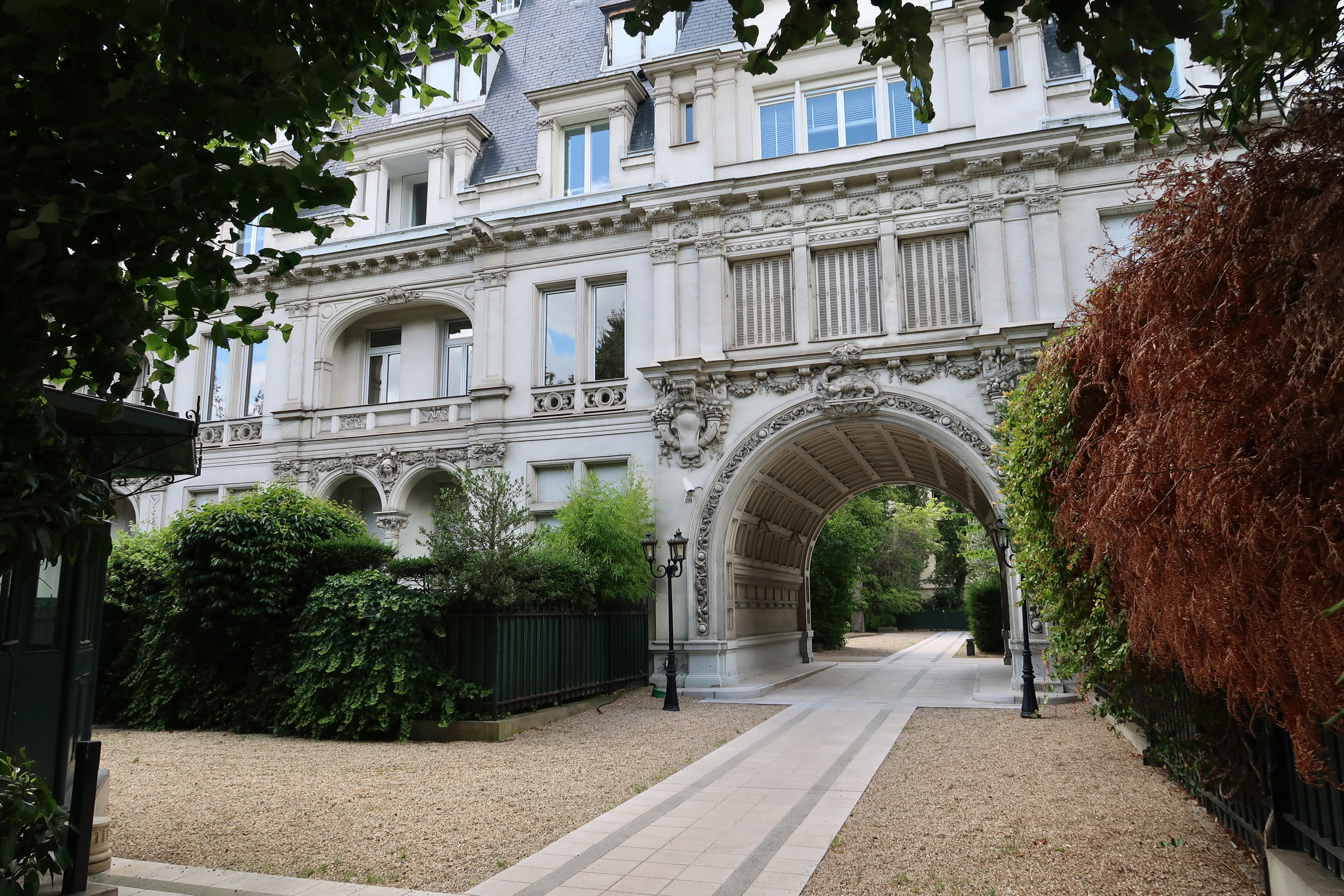
No 31.
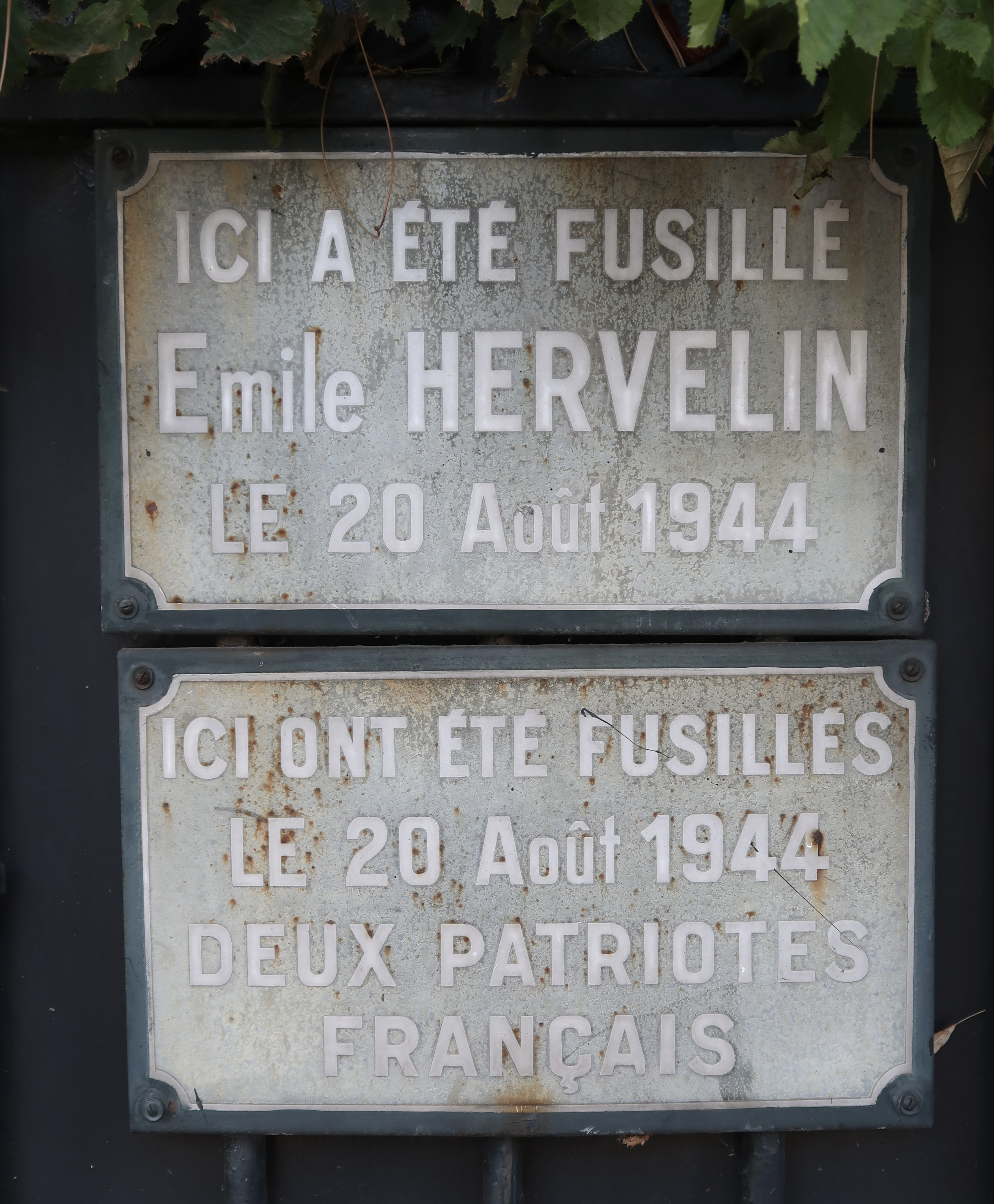
Plaques au no 31.
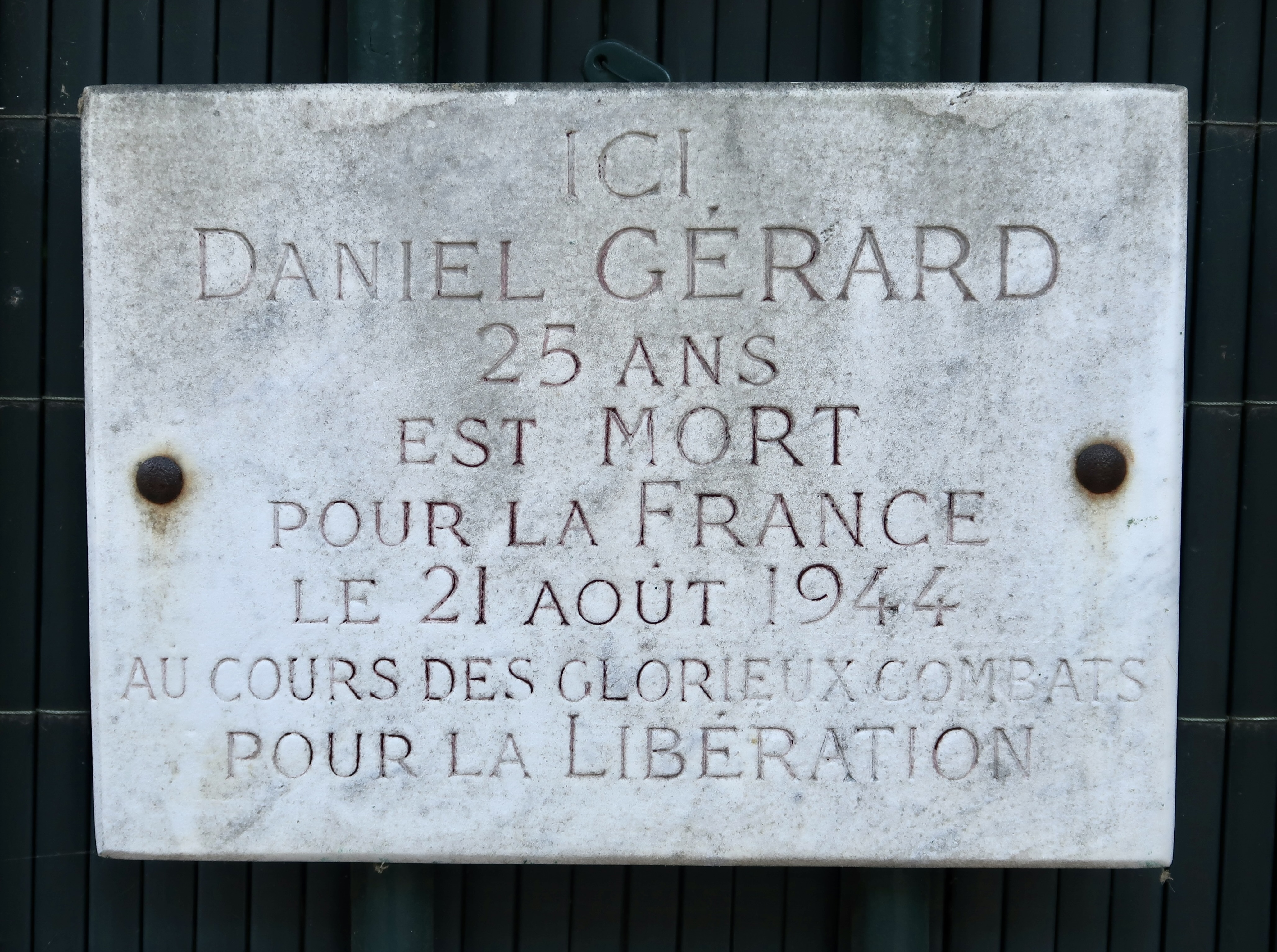
Plaque au no 37.
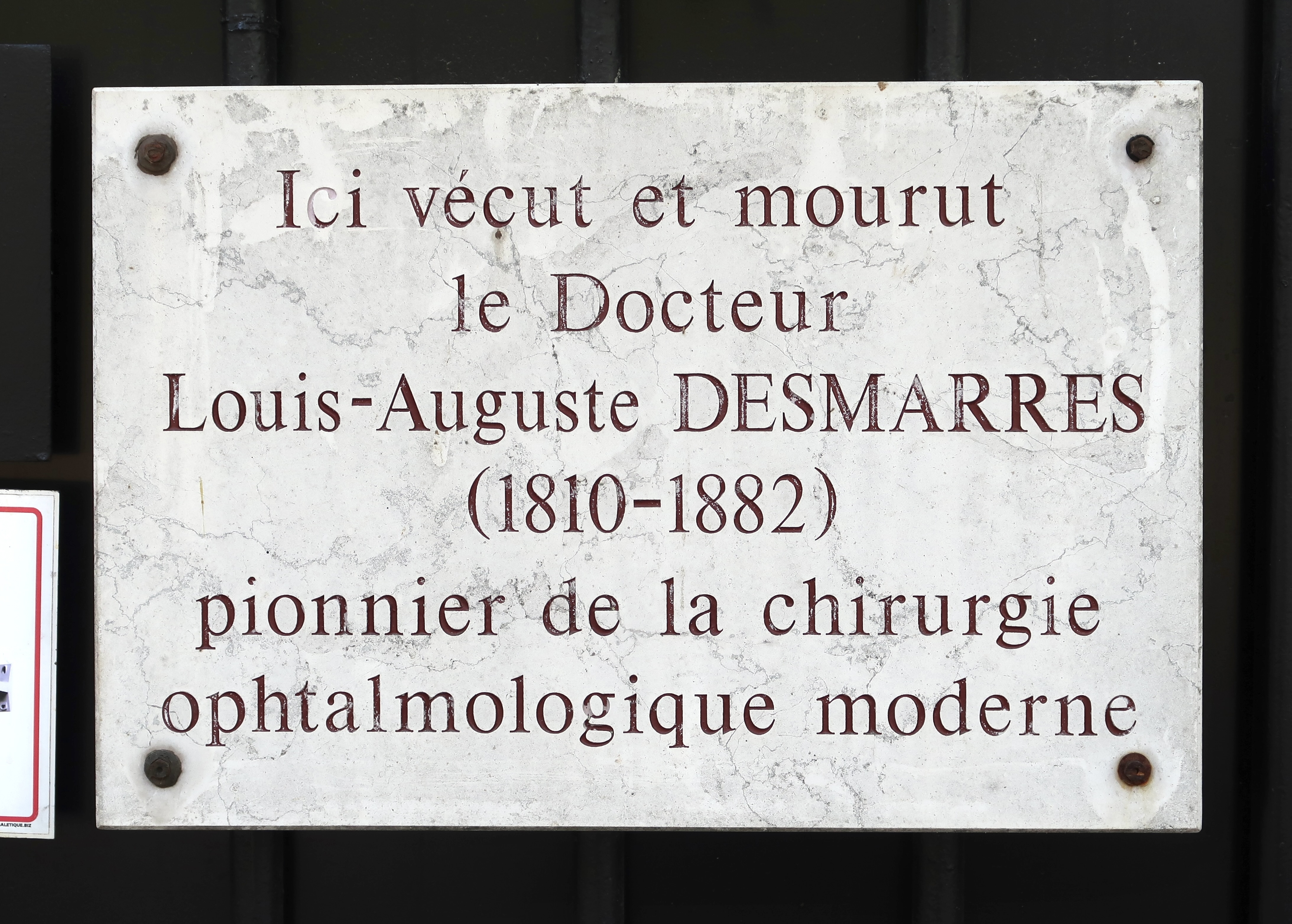
Plaque au no 57.